# تپه موت‌آباد ۲
تپه موت آباد ۲ مربوط به دوره صفوی - سده‌های متاخر دوران‌های تاریخی پس از اسلام است و در شهرستان اراک، بخش مرکزی، دهستان معصومیه، روستای موت آباد واقع شده و این اثر در تاریخ ۱۸ اسفند ۱۳۸۷ با شمارهٔ ثبت ۲۵۰۳۶ به‌عنوان یکی از آثار ملی ایران به ثبت رسیده است.